# Extracto de efedra

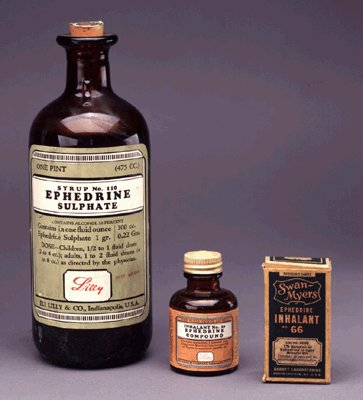
Botella de efedrina, un alcaloide que se encuentra en la efedra.

El extracto de efedra es una preparación medicinal de la planta Ephedra sinica. Varias especies adicionales pertenecientes al género Ephedra se han utilizado tradicionalmente para una variedad de fines medicinales y son un posible candidato para la planta Soma de la religión indoiraní. Se ha utilizado en la medicina tradicional china durante más de 2000 años. En Estados Unidos, los nativos americanos y los pioneros mormones bebieron un té elaborado con otras especies de Ephedra, llamado "té mormón" y "té indio".

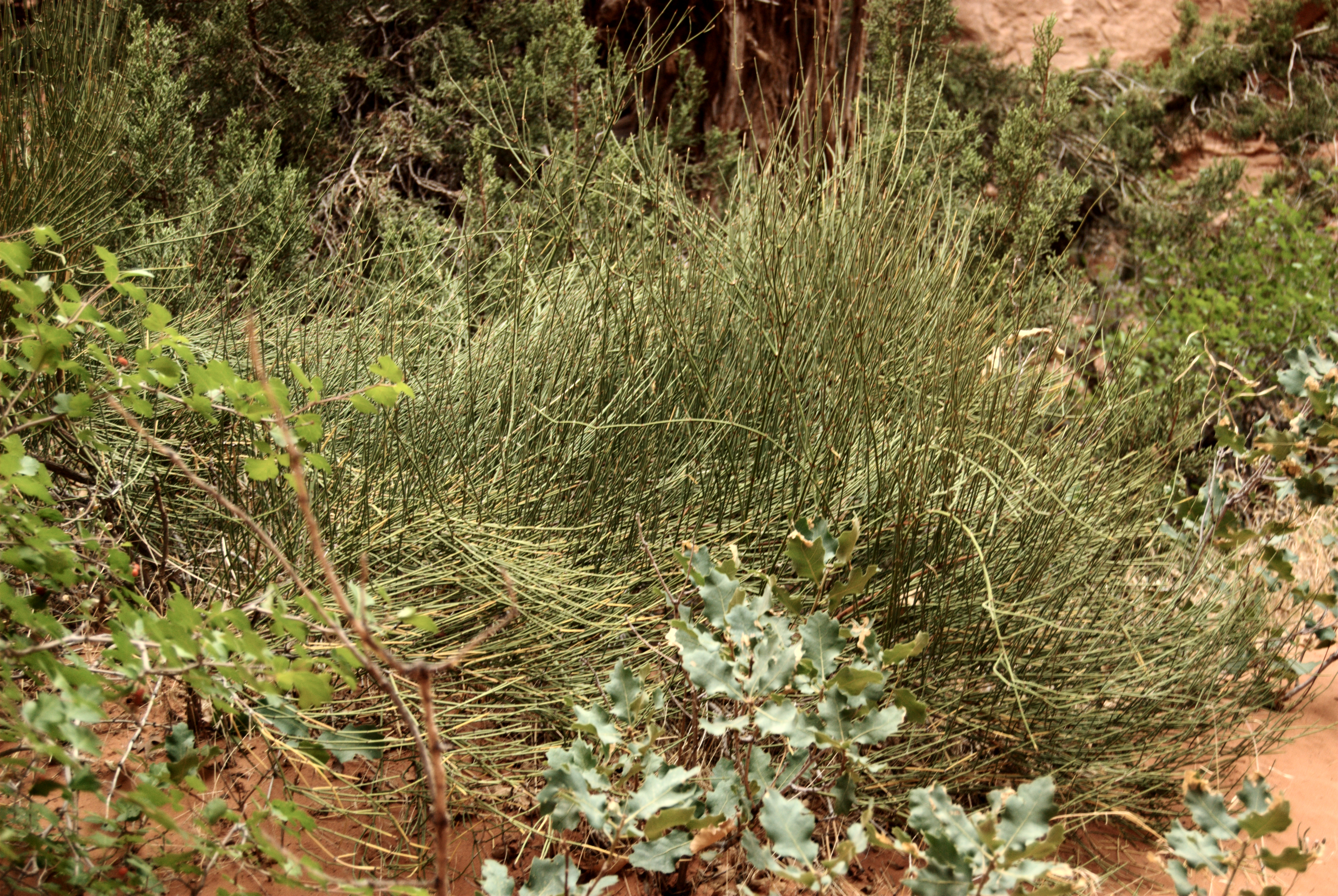
Té mormón (Ephedra funerea) en estado salvaje en el área de Fiery Furnace del parque nacional Arches cerca de Moab, Utah

Se ha descubierto que los suplementos dietéticos que contienen alcaloides de efedra no son seguros, con informes de efectos secundarios graves y muertes relacionadas con la efedra. En respuesta a la acumulación de evidencia de efectos adversos y muertes relacionadas con la efedra, la Administración de Drogas y Alimentos de los Estados Unidos (FDA) prohibió la venta de suplementos que contienen alcaloides de efedrina en 2004. La prohibición fue impugnada en los tribunales por los fabricantes de extracto de efedra, pero finalmente fue confirmada en 2006 por la Corte de Apelaciones del Décimo Circuito de los Estados Unidos. Los extractos de efedra que no contienen efedrina no han sido prohibidos por la FDA y todavía se venden legalmente.

## Bioquímica y efectos
Se ha identificado una amplia variedad de compuestos alcaloides y no alcaloides en varias especies de Ephedra. De los seis ingredientes de tipo efedrina que se encuentran en la efedra (en concentraciones de 0.02-3.4%), los más comunes son la efedrina y la pseudoefedrina, que son las fuentes de sus efectos estimulantes y termogénicos. Estos compuestos estimulan el cerebro, aumentan la frecuencia cardíaca, contraen los vasos sanguíneos (aumentando la presión arterial) y expanden los bronquios (facilitando la respiración). Sus propiedades termogénicas provocan un aumento del metabolismo, como lo demuestra el aumento del calor corporal.
El extracto de efedra es ampliamente utilizado por los atletas como una droga para mejorar el rendimiento, pesar de la falta de evidencia de que mejore el rendimiento deportivo. La efedra también puede utilizarse como precursor en la fabricación ilícita de metanfetamina.
El extracto de efedra se ha utilizado como ayuda para bajar de peso, a veces en combinación con aspirina y cafeína. Algunos estudios en entornos regulados y supervisados han demostrado que la efedra es eficaz para la pérdida de peso marginal a corto plazo (0,9 kg por mes más que el placebo), aunque no se probó si se mantiene dicha pérdida de peso. Sin embargo, varios informes han documentado una serie de eventos adversos atribuibles a los suplementos de efedra no regulados.
Los efectos adversos del consumo de efedra pueden incluir reacciones cutáneas graves, irritabilidad, nerviosismo, mareos, temblores, dolor de cabeza, insomnio, transpiración abundante, deshidratación, picazón en el cuero cabelludo y la piel, vómitos e hipertermia. Los efectos secundarios potenciales más graves incluyen latidos cardíacos irregulares, convulsiones, ataque cardíaco, accidente cerebrovascular y muerte.

## Pureza y dosificación
No existen requisitos formales para la normalización o el control de calidad de los suplementos dietéticos en los Estados Unidos, y la dosis de ingredientes eficaces en los suplementos puede variar ampliamente de una marca a otra o de un lote a otro. Los estudios de los suplementos de efedra han encontrado discrepancias significativas entre la dosis indicada en la etiqueta y la cantidad real de efedra en el producto. Se observó una variación significativa en los niveles de alcaloides de efedrina, hasta 10 veces, incluso de un lote a otro dentro de la misma marca.

## Regulación en los Estados Unidos

### Preocupaciones iniciales y respuesta de la industria
En 1997, en respuesta a la creciente preocupación por los graves efectos secundarios de la efedra, la FDA propuso la prohibición de los productos que contienen 8 mg o más de alcaloides de efedrina y un etiquetado más estricto de los suplementos de efedra en dosis bajas. La FDA también propuso que se requiera que las etiquetas de efedra revelen los riesgos para la salud de la efedra, como ataque cardíaco, accidente cerebrovascular y muerte.
En respuesta, la industria de los suplementos creó un grupo de relaciones públicas, el Consejo de Educación sobre la Efedra, para oponerse a los cambios y encargó una revisión científica a una firma consultora privada, que informó que la efedra era segura. El Consejo de Educación sobre la Efedra también intentó bloquear la publicación de un estudio que confirmaba amplias discrepancias entre la potencia de los suplementos en la etiqueta y la cantidad real de efedra en el producto.
Metabolife, fabricantes de la marca más vendida de suplementos de efedra, había recibido más de 14.000 quejas de eventos adversos asociados con su producto. Estos informes no se proporcionaron inicialmente a la FDA. El cofundador de Metabolife, Michael Ellis, fue condenado en 2008 a seis meses en una prisión federal por no informar a la FDA sobre los efectos adversos de los productos de su empresa. Los senadores Orrin Hatch y Tom Harkin, autores de la Ley de Educación y Salud de Suplementos Dietéticos, cuestionaron la base científica de los cambios de etiquetado propuestos por la FDA y sugirieron que la cantidad de problemas informados era insuficiente para justificar la regulación. En ese momento, el hijo del senador Hatch trabajaba para una empresa de lobby contratada para presionar al Congreso y a la FDA en nombre de los fabricantes de efedra.
Además de las actividades del Consejo de Educación sobre la Efedra, Metabolife gastó más de $4 millones entre 1998 y 2000 presionando contra la regulación estatal de la efedra en Texas. Business Week informó que los esfuerzos para regular la efedra y otros suplementos potencialmente dañinos habían sido "derrotados por un cabildeo de la industria con mucho dinero".
En 2000, la FDA retiró los cambios y restricciones de etiquetado propuestos.

### Evidencia adicional y muertes
Una revisión de las reacciones adversas relacionadas con la efedra, publicada en el New England Journal of Medicine en 2000, encontró varios casos de muerte cardíaca súbita o discapacidad grave como resultado del uso de efedra, muchos de los cuales ocurrieron en adultos jóvenes que usaban efedra en las dosis etiquetadas. Posteriormente, en respuesta a la presión del grupo de defensa del consumidor Public Citizen, el Departamento de Justicia obligó a Metabolife en 2002 a entregar informes de más de 15.000 eventos adversos relacionados con la efedra, que van desde el insomnio hasta la muerte, que la compañía había previamente retenido de la FDA. Se consideró que el uso de efedra posiblemente contribuyó a la muerte del liniero ofensivo de los Minnesota Vikings, Korey Stringer, por un golpe de calor en 2001.
En respuesta a los renovados pedidos de regulación de la efedra, el Departamento de Salud y Servicios Humanos de EE. UU. encargó un gran metanálisis de la seguridad y eficacia de la efedra por parte de RAND Corporation. Este estudio encontró que la efedra promovía una modesta pérdida de peso a corto plazo, pero no había datos suficientes para determinar si era eficaz a largo plazo o para mejorar el rendimiento. El uso de alcaloides de efedrina en este estudio se asoció con importantes efectos secundarios gastrointestinales, psiquiátricos y autonómicos. Casi al mismo tiempo, un estudio en Annals of Internal Medicine encontró que los alcaloides de efedrina tenían de 100 a 700 veces más probabilidades de causar una reacción adversa significativa que otros suplementos de uso común como la kava o el Ginkgo biloba.
El 30 de diciembre de 2003, la FDA emitió un comunicado de prensa recomendando que los consumidores dejasen de comprar y usar productos que contienen alcaloides de efedrina e indicando su intención de prohibir la venta de suplementos que contienen alcaloides de efedrina. Posteriormente, el 12 de abril de 2004, la FDA emitió una regla final prohibiendo la venta de suplementos dietéticos que contienen alcaloides de efedrina. Tommy Thompson, el Secretario de Salud y Servicios Humanos, afirmó que ". . . Estos productos plantean riesgos para la salud inaceptables, y cualquier consumidor que todavía los esté usando debe dejar de usarlos inmediatamente". Los productos que contienen extracto de efedra siguen siendo legales hasta el día de hoy.

## Uso deportivo
La efedrina figura como sustancia prohibida tanto por el Comité Olímpico Internacional como por la Agencia Mundial Antidopaje. La Liga Nacional de Fútbol Americano prohibió a los jugadores el uso de efedra como suplemento dietético en 2001 después de la muerte del tackle ofensivo de los Minnesota Vikings, Korey Stringer; Se encontró efedra en el casillero de Stringer y los abogados del equipo afirmaron que contribuyó a su muerte. La sustancia también está prohibida por la NBA. También fue prohibida por las Grandes Ligas después de la muerte de Steve Bechler en 2003. No obstante, la efedra sigue siendo ampliamente utilizada por los atletas; una encuesta de 2006 de jugadores universitarios de hockey encontró que casi la mitad había usado efedra creyendo que mejoraba su rendimiento atlético.

### Casos destacados
En la Copa Mundial de la FIFA 1994, el futbolista argentino Diego Armando Maradona dio positivo por efedrina. El motociclista japonés Noriyuki Haga dio positivo por efedrina en 2000, siendo descalificado de dos carreras y expulsado de dos más como resultado. El punter de la NFL Todd Sauerbrun de los Denver Broncos fue suspendido durante el primer mes de la temporada 2006 luego de dar positivo por efedrina.

## Conexiones con los rituales de soma

### Uso ritual de efedra
En el hinduismo, los textos védicos muestran que el soma no solo es una planta, sino también una bebida y una deidad. El Rigveda es una de las cuatro colecciones de historias más antiguas y sagradas del hinduismo. En él, se narra que el soma es una bebida consumida por dos de los dioses principales: Agni e Indra. En los textos, la bebida ayudó a los dioses en la batalla fortaleciéndolos físicamente. Debido a esto, los guerreros daban y consumían soma antes de la guerra o una batalla. Se suponía que la bebida les daría a los guerreros fuerza y suerte en el próximo conflicto. La inmortalidad también es una cualidad asociada con el soma debido a que es una bebida divina. En las ceremonias religiosas, la bebida se consumía para dar a los consumidores longevidad. Al nacer, la bebida también se les daba a los bebés por estas mismas razones.
En el zoroastrismo, la bebida se llama haoma y tiene usos similares. Al igual que en el hinduismo, la bebida estaba relacionada con la inmortalidad y la longevidad. Haoma fue lo primero que bebieron los recién nacidos. Esto aseguró que el niño estaría sano y viviría una larga vida. La bebida también se administró a personas cercanas a la muerte para resucitarlas y recuperar su buena salud.

### Evidencia de efedra como la identidad de soma
De las posibles identidades de soma, una de las principales teorías es que se trata de una planta del género Ephedra, más concretamente Ephedra sinica. La mayoría considera que el soma y el haoma son muy similares, si no la misma bebida, pero con nombres diferentes debido a sus diferencias de origen religioso. Tanto en el zoroastrismo moderno como en las escrituras pasadas, el ingrediente principal del haoma han sido las plantas del género Ephedra. Esto sugiere que su contraparte cercana soma también está hecha de plantas de efedra.
Otra razón por la que se cree que la Ephedra sinica es el ingrediente principal de la bebida soma original es por sus efectos en el cuerpo. El género de plantas contiene la efedrina fitoquímica. El estimulante aumenta la frecuencia cardíaca y la presión arterial. Dilata las pupilas del usuario y también relaja los músculos no esenciales. La bebida se les daba a los hombres antes de la batalla y se decía que aumentaba su fuerza y eficacia en el campo de batalla. Todos estos efectos de la efedrina sugerirían por qué los guerreros se sentirían más fuertes o más efectivos en el campo de batalla. La efedra tendría sentido como ingrediente del soma debido a sus cualidades estimulantes. Al igual que alguien hoy en día que usa efedrina para la presión arterial o medicamentos para el asma, alguien en ese entonces que consumía la planta se sentiría fortalecido por ella. Los efectos del soma en los textos se describen como estimulantes. Un ejemplo de esto es hacer que las personas permanezcan despiertas durante la noche. De ninguna manera los efectos se describen como depresores o alucinógenos. Esto apunta a que la efedra es un fuerte candidato para el soma.
La apariencia física de la efedra también es una razón por la que se cree que es la planta soma. Según el texto védico Rigveda, la planta que compone el soma tiene forma de flecha. Ephedra sinica es una gimnosperma que forma tallos con yemas al final. Es fácil ver cómo esta forma podría describirse como una flecha. Otro texto se refiere al soma como una ramita, que se parece mucho a la Ephedra sinica cuando se seca.